# Relations entre la Grèce et la Turquie
 (février 2010).
Si vous disposez d'ouvrages ou d'articles de référence ou si vous connaissez des sites web de qualité traitant du thème abordé ici, merci de compléter l'article en donnant les références utiles à sa vérifiabilité et en les liant à la section « Notes et références ».
Les relations entre la Grèce et la Turquie ont été marquées par une constante alternance de périodes d’hostilité mutuelle et de réconciliation. Depuis que la Grèce a gagné son indépendance vis-à-vis de l’Empire ottoman en 1821, les deux pays se sont trouvés à quatre reprises en état de guerre : guerre gréco-turque de 1897, guerres balkaniques de 1912 à 1913, Première Guerre mondiale de 1915 à 1918 et guerre gréco-turque de 1919 à 1922. Ils sont cependant formellement alliés depuis 1952 au sein de l’OTAN.

## Toile de fond historique
Depuis le XIe siècle, les beylicats turcs ne cessent de gagner du terrain en Anatolie, et sont finalement réunifiés au sein de l’Empire ottoman qui, au XIVe siècle, s’empare également des Balkans et, au XVe siècle, prend Constantinople. C’est la fin de l’Empire byzantin, de culture grecque. Les derniers états grecs (Épire, Mistra, Trébizonde et Crimée) succombent entre 1461 et 1475. Dès lors, les Grecs, devenus sujets ottomans, sont dénommés, dans le système des milliyets, par le mot Rum, qui désigne en fait tous les orthodoxes, en souvenir de leur précédent statut de citoyens de l’Empire romain d'Orient, dit byzantin. Rum a aussi donné le mot arabe Roumi. Ils ont le statut de dhimmis, sujets de seconde zone soumis à une dure servitude féodale (système des timars), à une double capitation nommée haraç et à la « razzia des enfants » (παιδομάζωμα, paidomazoma en grec, devşirme en turc).
De ce fait, ils développent diverses formes de résistance contre les Ottomans, les unes informelles (constitution de bandes de klephtes soit « voleurs » en grec, dits haydut en turc, soit « hors-la-loi »), les autres plus ou moins organisées par les derniers archontes byzantins, les intellectuels et surtout l’Église (il ne faut pas oublier qu'après la mort du dernier empereur Constantin XI, c’est le patriarche de Constantinople qui hérite du rôle de chef de la communauté face aux Turcs). Pour les Grecs, les Ottomans sont d’illégitimes envahisseurs ; pour les Turcs, les Grecs sont d’infidèles sujets dont ils se méfient d’autant plus qu’en Italie, les intellectuels grecs comme le cardinal Jean Bessarion cherchent à susciter une Croisade contre les Sultans. De plus, les Grecs se soulevèrent plusieurs fois, souvent à l’occasion des guerres entre l’Empire ottoman et les puissances chrétiennes.
Au début du XIXe siècle, à l’exception des îles Ioniennes, toutes les régions de langue grecque : l’antique Hellade elle-même, mais aussi la Crète, Chypre et le reste des îles de la mer Égée, l’Épire, la Macédoine, la Thrace, l’Asie mineure, les côtes de l’Anatolie et de l’Égypte, sont sous contrôle ottoman. Dans ce qui est aujourd’hui la Turquie, plus de deux millions de Grecs vivaient alors, principalement dans la région égéenne (Ionie) et dans la région du Pont, le long des côtes de la mer Noire.
Les hommes politiques grecs du XIXe siècle étaient déterminés à inclure tous ces territoires au sein d’un État grec élargi, basé sur le modèle byzantin et avec Constantinople pour capitale. Cette politique était appelée la « Grande Idée » (Μεγάλη Ιδέα). Les Ottomans étaient naturellement opposés à ces plans, mais, en raison des réticences de ses élites conservatrices à le réformer et moderniser, l’Empire ottoman, affaibli, était appelé par les puissances européennes « l’homme malade de l’Europe », et son devenir est au cœur de la Question d'Orient. La guerre d'indépendance grecque s’insère dans ce contexte. Durant cette période, les intrigues des puissances européennes tendent à la fois à réduire le territoire ottoman (notamment au profit des empires Russe, Austro-hongrois et Britannique) mais aussi à retarder son effondrement, c’est-à-dire à empêcher la réalisation de la « Grande Idée ». Ces politiques aggravèrent les relations entre la Grèce et la Turquie.

## Après l’indépendance grecque

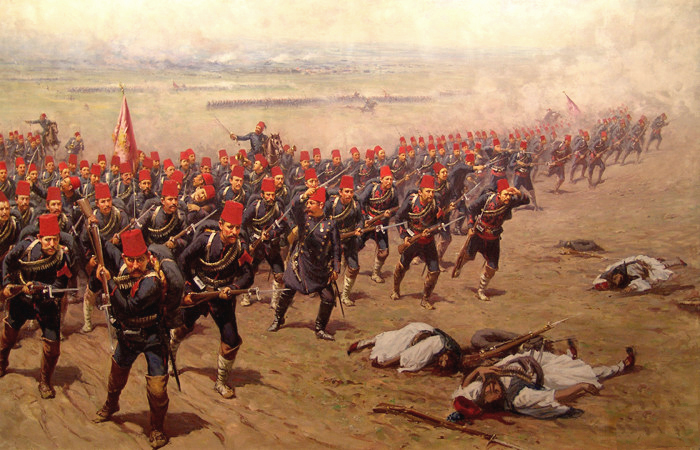
La bataille de Domokos lors de la guerre gréco-turque, en 1897

L’État grec proclame son indépendance en 1821. Le pays fut reconnu indépendant en 1830, et ses frontières initiales ont été reconnues en 1832. Il s’agissait de la Grèce continentale, au sud d’une ligne allant d’Arta à Vólos, ainsi que l’Eubée et les îles Cyclades dans la mer Égée.
Durant la Guerre de Crimée (1854-1856), la Grande-Bretagne et la France, en occupant le Pirée, empêchent la Grèce d’attaquer l’Empire Ottoman. Au cours de la guerre russo-turque de 1877, les Grecs ont tenu à s’associer à l’offensive Russo-Roumaine contre les Turcs, mais la Grèce a été matériellement incapable de prendre une part effective à la guerre. Néanmoins, après le Congrès de Berlin, en 1881, la quasi-totalité de la Thessalie et une partie de l’Épire ont été rattachées à la Grèce.
En 1897, une nouvelle révolte en Crète conduit à la guerre gréco-turque, dite de « Trente Jours ». Une armée mal préparée de Grecs fut incapable de déloger les troupes turques de leurs fortifications le long de la frontière nord, et la contre-attaque ottomane se traduisit par l’occupation de la Thessalie. La guerre eut une fin humiliante pour la Grèce qui dut céder à l’Empire ottoman les cols séparant la Thessalie de l’Épire ottomane et de la Macédoine-Occidentale.
Les Jeunes-Turcs, s’étant emparés du pouvoir en 1908, étaient des nationalistes qui avaient comme objectif de créer un puissant État turc centralisé. Les minorités chrétiennes, essentiellement Grecques et les Arméniennes, virent leur position dans l’Empire Ottoman se détériorer. La Crète était une fois de plus un enjeu entre Grecs, Turcs et puissances occidentales. Les guerres balkaniques de 1912-1913 furent une conséquence directe de ces tensions croissantes. À leur issue, la Grèce, en alliance avec la Serbie et la Bulgarie, s’agrandit du reste de la Thessalie et de l’Épire, de la côte macédonienne des Ottomans, de la Crète et des îles Égéennes (à l'exception d’Imbros et Tenedos restées turques jusqu’à nos jours, et du Dodécanèse, italien depuis 1911).

## Première Guerre mondiale et après-guerre
La Grèce entre en guerre en 1917 au côté de la Triple-Entente. Elle espère saisir Constantinople (Istanbul) et Smyrne (Izmir) aux Ottomans, avec l'appui de la Grande-Bretagne et de la France, qui promettent aussi Chypre aux Grecs, à un certain stade. Bien qu'il y ait peu de combats directs entre les Turcs et les Grecs, quand l'Empire ottoman s'effondre en 1918, les Grecs réclamèrent rapidement les territoires que les alliés leur avaient promis. En 1920, Le Traité de Sèvres donne à la Grèce l'est de la Thrace et une zone d'environ 17 000 km² dans l'ouest de l'Anatolie, autour de Smyrne. Ce traité fut signé par le gouvernement ottoman mais ne fut jamais ratifié par le Parlement turc.
Le 15 mai 1919, la Grèce occupe Smyrne, pendant que Mustafa Kemal Pacha, qui coordonnait l'opposition turque au Traité de Sèvres, arrive à Samsun le 19 mai 1919, date considérée comme le début de la guerre d'indépendance turque. Mustafa Kemal engendre en Anatolie un mouvement nationaliste armé, réorganise les forces ottomanes et proclame ses objectifs : éviter la partition et la colonisation du pays, faire reconnaître la totale souveraineté du pays, et récupérer le plus possible des territoires cédés par les Sultans au Traité de Sèvres. Il crée un gouvernement distinct à Ankara, ne reconnaissant pas le Traité de Sèvres, et commence la lutte sur le plan militaire. Les avancées turques en Anatolie forcent finalement l'armée grecque à se retirer.

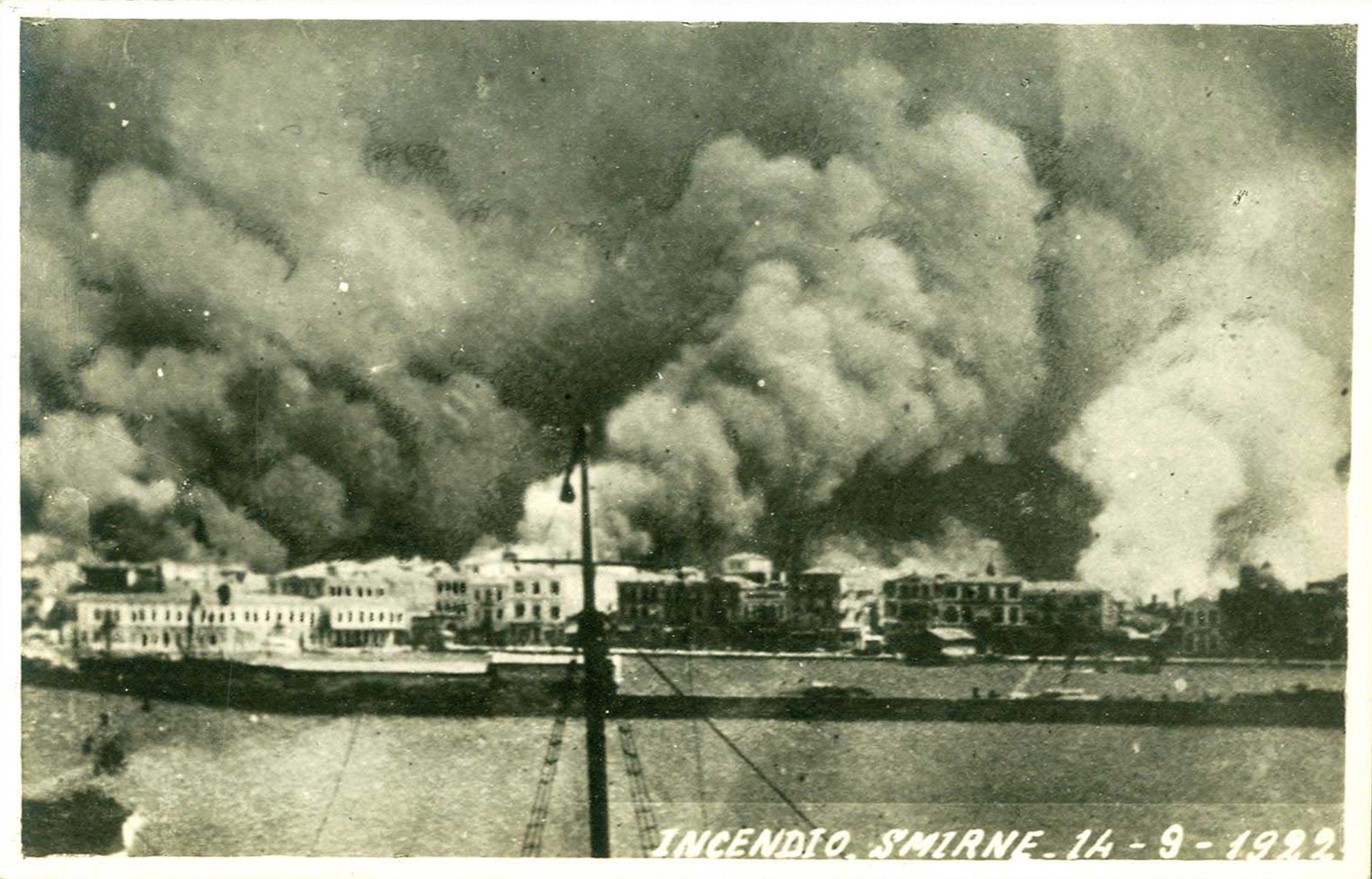
Le Grand Incendie de Smyrne.

L'armée turque entre à Smyrne le 9 septembre 1922, date qui marque la fin de la guerre d'indépendance turque. L'état-major et l'administration grecques sont déjà parties par la mer, et les populations civiles grecque et arménienne de la côte égéenne sont déportées vers l'intérieur de l'Anatolie et parquées dans des camps. La mortalité y est très élevée. La guerre se termine par l'armistice de Mudanya, le traité de Sèvres est aboli, celui de Lausanne le remplace : il fixe les frontières actuelles de la Turquie (au sandjak d'Alexandrette près) et impose des échanges de populations entre la Grèce et la Turquie (en fait, ces échanges forcés ont débuté avant même la signature du traité en juillet 1923). Environ un million et demi de Grecs ont quitté la Turquie pour la Grèce, près d'un demi-million sont morts (pour la plupart dans les camps ou en route) et 400.000 musulmans, en majorité Turcs, ont quitté, eux, la Grèce pour la Turquie. L'échange de population était strictement basé sur l'appartenance religieuse. Le traité prévoyait quelques exceptions : Istanbul et les îles de Gökçeada (Imbros) et de Bozcaada (Tenedos), où les minorités grecques (300 000 personnes) étaient autorisées à rester, et la Thrace occidentale, où la minorité musulmane (230 000 personnes) était aussi autorisée à rester. Mais, dans les décennies suivantes, les discriminations et persécutions déterminèrent aussi ces populations à quitter leurs terroirs de sorte qu'au XXIe siècle il ne reste que 140.000 musulmans en Grèce et seulement quelques milliers de Grecs en Turquie.
En raison de la défaite grecque de 1923 et des déportations et massacres consécutifs, la présence grecque prit fin après 3 000 ans de présence en Anatolie (voir Grande Catastrophe). Les atrocités commises de son côté par l'armée grecque durant l'occupation de l'Anatolie occidentale (1919-1922) laissèrent aussi une empreinte durable sur l'esprit turc. Les accusations grecques concernant le Grand Incendie de Smyrne, compte tenu en particulier du récit de George Horton, le consul général américain de la ville de 1919 à 1922 sont encore de nos jours l'objet de controverses et de discussions.

## Entre les conflits
Les dirigeants de la Turquie et de la Grèce d'après-guerre, respectivement Mustafa Kemal Atatürk et Elefthérios Venizélos, étaient déterminés à établir des relations normales entre les deux États. Après des années de négociations, un traité a été conclu en 1930, et Venizélos fait successivement des visites à Istanbul et à Ankara. La Grèce renonce à toutes ses revendications sur le territoire turc. Ceci est suivi par le Pacte balkanique de 1934, dans lequel la Grèce et la Turquie jointe au royaume de Yougoslavie et à la Roumanie dans un traité d'assistance mutuelle et ont réglé les questions en suspens. Les deux dirigeants reconnaissent le besoin de paix qui conduit à des relations plus amicales, avec même des mises en candidature de Venizélos et d'Atatürk.
En 1941, La Turquie était le premier pays ayant envoyé des aides humanitaires en Grèce pour soulager la grande famine à Athènes durant l'occupation de l'Axe.
Au même moment, la Turquie signe un « traité d'amitié et de coopération » avec l'Allemagne nazie en juin 1941. L'année suivante, la Turquie impose le Varlık Vergisi, une taxe spéciale qui ruine l'économie de la minorité grecque.
Au début de la guerre froide, les relations entre les deux pays s'améliorent en 1954, la Grèce, la Turquie et la Yougoslavie forment un nouveau pacte des Balkans pour une défense mutuelle contre l'URSS.
Malgré tout, la politique turque de diminution de la présence économique grecque en Turquie continue après la guerre. Dans ce contexte les émeutes de septembre 1955 provoquent le pogrom d'Istanbul, directement sur la minorité grecque d'Istanbul. Ces émeutes ont été orchestrées par le gouvernement du premier ministre turc Adnan Menderes. Les évènements ont été déclenchés par la circulation de fausses rumeurs sur une destruction de la maison où Mustafa Kemal Atatürk était né (à Thessalonique), par des terroristes grecs.
Le pogrom provoque la destruction de plusieurs centaines d'habitations et de 73 des 81 églises orthodoxes de la ville et fait un nombre indéterminé de morts. Plus de 100 000 Grecs quittent la Turquie à la suite de ces événements. En 1964, le gouvernement turc fait déporter 50 000 autres grecs[réf. nécessaire].

## Crise de Chypre, invasion turque et chute de la junte militaire grecque
Le centre des conflits entre la Grèce et la Turquie après les années cinquante est Chypre. Cette île de la Mer Méditerranée était un protectorat britannique où les Chypriotes grecs composaient 82 % de la population de l'île. Les Chypriotes grecs voulaient une unification de Chypre avec la Grèce, ce qui résulta en émeutes nationalistes en 1931 à Nicosie. La Grèce, dépendante financièrement et diplomatiquement à la Grande-Bretagne, fut contrainte de refuser cette unification.
Dans les années 1950, la question de Chypre s'est réveillée chez les Chypriotes grecs ; l'évêque Makarios a revendiqué l'union de Chypre avec la Grèce et le groupe EOKA lança un mouvement paramilitaire sur l'île. Finalement, le premier ministre grec Aléxandros Papágos mena la question de Chypre jusqu'à l'ONU.
Les nationalistes turcs s'enflamment à l'idée que Chypre soit cédé à la Grèce ce qui s'ensuivit du Pogrom d'Istanbul en 1955, qui fit une dizaine de morts parmi les communautés grecques d'Istanbul. En réponse à cet acte, les autorités grecques annulent tout accord avec la Turquie et ainsi le Pacte des Balkans fut réduit à néant.
En 1960, un compromis sur le problème de Chypre est adopté. Chypre devient un État indépendant et une Constitution est mise en place. Les troupes grecques et turques restent sur l'île pour protéger leurs communautés respectives. Ce plan est en effet l'œuvre principale du Premier ministre Grec Constantin Karamanlis qui amena à une amélioration immédiate des relations gréco-turques, particulièrement une fois que Adnan Menderes n'est plus au pouvoir. Cependant, les deux communautés font l'objet de violences et des déplacements de populations s'opèrent des deux côtés.
Le 30 décembre 1964, Makários III déclare une proposition d'amendement constitutionnel. Cependant, la Turquie a réaffirmé son opposition et a menacé de guerre si Chypre essayait d'achever son unité avec la Grèce. En août, l'aviation turque bombarde les troupes grecques qui entouraient le village turc d'Erenköy, à ce stade, la guerre semble imminente. Une fois de plus, la minorité grecque de Turquie souffre de cette crise, beaucoup de Grecs fuient le pays et sont même menacés de l'expulsion du Patriarcat œcuménique de Constantinople. Finalement une intervention de l'ONU amène un nouveau compromis. Le conflit chypriote a beaucoup affaibli le gouvernement grec de Geórgios Papandréou ce qui fut suivi d'un coup d'État militaire en Grèce. Il y eut plusieurs crises périodiques avec la Turquie sous la diplomatie maladroite du régime militaire grec. La Turquie a justement soupçonné que le régime grec planifiait un coup pro-unification à Chypre.
Le 15 juillet 1974, un groupe de nationalistes chypriotes grecs forment l'EOKA B, invoquant l'unification (Enosis) avec la Grèce, et soutenant la junte militaire grecque à Athènes. L'EOKA B a aussi organisé un coup d'état contre le président et archevêque chypriote Makários III. Un ancien militant de l'EOKA, Nikos Sampson, qui prit part aux affrontements contre les Chypriotes turcs durant le Kanlı Noel (Noël sanglant), en 1963, fut nommé Président. Le 20 juillet, usant de son statut, donné par les ententes trilatérales de 1959-1960 aux accords de Zürich et de Londres, il envahit, sans aucune résistance des forces britanniques dans l'île, le restant des 37 % du nord occupés par ces derniers. Une fois de plus la guerre entre la Turquie et la Grèce semble imminente. La guerre est évitée lorsque le coup d'État de Sampson s'effondre quelques jours plus tard et Makarios III revient au pouvoir. La junte militaire grecque à Athènes n'ayant pas pu faire face à l'invasion turque, quitte le pouvoir le 24 juillet. Malgré tout, la détérioration des relations entre la Grèce et la Turquie est importante et l'occupation du Nord de Chypre par les troupes turques sera un point de friction dans les relations bilatérales pour les décennies à venir.

## Fermeture de l'Institut de théologie orthodoxe de Halki
En 1971, le gouvernement turc ferme l'Institut de théologie orthodoxe d'Halki qui fut fondé au XIXe siècle sur les terres du Patriarcat monastique de la Sainte Trinité, qui occupa le site pendant plus de mille ans. Le Séminaire, situé sur l'île d'Halki (Heybeliada) est fermé en conformité avec la loi turque qui interdit les universités privées, article 24 de la constitution turque qui garantit la liberté religieuse et l'éducation. Cette question est un des points de discussion sur l'adhésion de la Turquie à l'Union européenne.

## Mer Égée

Possessions respectives de la Grèce et de la Turquie dans le contentieux en mer Égée.

Évolution de la frontière si les eaux territoriales passaient de 6 à 12 milles marins.

Depuis les années 1970 de nouveaux problèmes surgissent entre les deux pays sur les droits de souveraineté dans la mer Égée. La Grèce reçut toutes les îles de la mer Égée, à l'exception d'Imbros et de Tenedos, à l'issue de la guerre des Balkans et de la Deuxième Guerre mondiale. Certaines îles se trouvent seulement à quelques kilomètres de la côte turque. Depuis la fin de la Seconde Guerre mondiale les autorités turques insistèrent pour que l'on se penche sur les questions des eaux territoriales, l'espace aérien ainsi que les autres zones de contrôle. Le conflit a été motivé par les considérations des avantages tactiques militaires et par les questions de l'exploitation économique de la mer Égée. Un autre problème devint particulièrement significatif après les années soixante-dix qui était le pétrole dans la mer Égée. Cela fut mis en évidence lors de l'incident de Sismik lorsqu'un bateau turc était sur le point d'entrer dans les eaux territoriales grecques pour mener un sondage pétrolier. Le premier ministre grec Andréas Papandréou ordonna de couler le bateau s'il pénétrait dans les eaux grecques. Les discussions sur cette question furent tenues à Davos entre les premiers ministres grec et turc.
Les problèmes non résolus à ce jour concernent la délimitation de quelques zones de contrôle.
- La largeur des eaux territoriales. Les deux pays possèdent six milles marins (11 kilomètres) depuis leurs côtes dans la mer Égée. La Grèce réclame le droit d'une expansion unilatérale de 12 milles marins, conformément au droit de la Mer. La Turquie qui a déjà agrandi ses propres eaux territoriales de 12 milles nautiques sur ses autres côtes, refuse l'application de la loi des 12 milles marins dans la mer Égée et a menacé la Grèce de guerre dans le cas où elle essayerait de l'appliquer unilatéralement.
- La largeur de l'espace aérien national. La Grèce réclame 10 milles alors que la Turquie n'en reconnaît que 6.
- La future délimitation de la zone de plateau continental dans les zones internationales de la mer Égée, qui donnerait aux pays le droit d'exploitation économique.
- Le droit de la Grèce d'effectuer des contrôles aériens sur les activités militaires aériennes de la Turquie, dans les zones internationales de la mer Égée, conformément aux interprétations contradictoires des réglementations des Régions d'informations de vol (FIR) mis en place par l'OACI.
- Depuis 1996, la souveraineté sur certains îlots inhabités, principalement Imia.

Le conflit sur les activités militaires aériennes est mené pour des provocations militaires tactiques continues. L'aviation turque vole régulièrement dans des zones sur lesquelles la Grèce réclame le contrôle (c'est-à-dire 4 milles extérieurs de l'espace aérien grec et les zones internationales de la FIR d'Athènes) tandis que l'aviation grecque les intercepte constamment. Les aviations des deux pays engagent fréquemment des fausses rixes. Ces opérations sont souvent la cause de pertes humaines et matérielles pour les aviations tant grecque que turque, dont les pilotes Mikolaos Sialmas (son avion s'est écrasé près de l’île d’Ágios Efstrátios au nord de la mer Égée), le pilote turc Nail Erdoğan (abattu par un Mirage 2000 grec en 1996), et Kostas Iliakis (qui s'est écrasé après une collision avec un F-16 turc près de l'île de Karpathos, tandis qu'il interceptait un vol de reconnaissance turc).

## Capture d'Öcalan et la démission des ministres grecs
En 1999, Abdullah Öcalan, le chef du PKK, est capturé par des agents des services secrets turcs à Nairobi, alors qu'il était en train de quitter l'ambassade grecque. Öcalan portait sur lui des passeports grecs et chypriotes. Craignant une réaction hostile du gouvernement turc, trois ministres grecs ont démissionné : le ministre des affaires étrangères Theódoros Pángalos étant responsable de la tentative de cache d'Öcalan à la résidence de l'Ambassadeur grec au Kenya, et de lui trouver l'asile ; le ministre de l'Intérieur Alékos Papadópoulos, étant le responsable des services secrets grecs impliqués dans l'opération ; ainsi que le ministre de l'ordre public Fílippos Petsálnikos (en) étant le responsable des forces de sécurité grecques qui ont échoué à arrêter la contrebande d'Öcalan en Grèce en janvier 1999.

## Actualité

### Amélioration des relations gréco-turques
Depuis la fin des années 1990, les relations entre la Grèce et la Turquie se sont améliorées. Ceci est le fait principalement de l'attitude de soutien de la Grèce envers les efforts de la Turquie pour rejoindre l'Union européenne, bien que plusieurs questions n'aient jamais été vraiment résolues et demeurent des sources de conflit potentiel. La retraite du Premier ministre socialiste grec Andréas Papandréou a contribué à cela. Son fils, le ministre des Affaires étrangères Giórgos Papandréou, a fait un progrès considérable dans l'amélioration des relations. Il trouva un partenaire disposé en İsmail Cem İpekçi et plus tard en le Premier ministre Turc Recep Tayyip Erdoğan.
Les relations entre la Grèce et la Turquie se sont également améliorées à la suite de la survenance de séismes successifs dans les deux pays, durant l'été 1999. Ceux-ci entraînèrent un sentiment de solidarité et une aide mutuelle entre les deux pays. Ces actes ont été encouragés depuis les sommets des États et ont surpris beaucoup d'étrangers. Dix ans plus tard, la Grèce est devenue un des partisans clés pour l'entrée de la Turquie dans l'Union européenne. Pourtant, malgré la confiance que la Grèce et Chypre ont montrée en votant OUI pour commencer les négociations d'entrée avec l'Union européenne en octobre 2005, certains problèmes restent encore non résolus. En outre, la Turquie refuse toujours l'accès aux navires chypriotes à son territoire. Cette restriction a été prise après la décision d'embargo commercial contre la partie de Chypre occupée illégalement par la Turquie. Ce problème reste comme une impasse car l'Union Européenne, la Grèce et la Turquie doivent convenir d'un accord commun donnant des droits commerciaux égaux aux deux nations sur Chypre. D'autres obligations non réalisées incluent des droits à la minorité chrétienne, la reconnaissance de l'Église orthodoxe de Constantinople et le rôle du Patriarche de Constantinople.
En 2002, la Grèce et la Turquie ont fait la demande d'accueillir conjointement l'édition de 2008 du championnat d'Europe de football. Mais ce furent l'Autriche et la Suisse qui accueillirent ce championnat.
Un signe de l'amélioration des relations bilatérales fut la réponse à une collision entre deux avions militaires grec et turcs dans la mer Égée en mai 2006. Alors que le pilote turc réussit à s'éjecter en toute sécurité, le pilote grec y perdit la vie. Toutefois, les deux pays sont convenus que cet accident n'affecterait pas les relations bilatérales.
À partir des années 2010, les deux pays montrent une volonté commune d'améliorer leurs relations économiques et commerciales. En 2013, le premier ministre grec Antónis Samarás se rend à Istanbul et y signe 25 accords de coopération économique avec Recep Tayyip Erdoğan. Le président turc déclare à cette occasion : « Nous pouvons avoir des divergences de vues, mais nous souhaitons les surmonter par la voie du dialogue ».

### Immigration clandestine
La Turquie a favorisé un point de passage pour les migrants essayant d'atteindre l'Europe. Comme résultat des négociations entre les deux pays, un accord a été signé entre la Turquie et la Grèce en novembre 2001, et est entré en vigueur en avril 2002. En juillet 2004 et une seconde fois en mai 2006, des garde-côtes grecs ont été filmés en train d'abandonner des clandestins dans la mer Égée à quelques centaines de mètres de la côte turque. Six personnes se sont noyées entre Chios et Karaburun le 26 septembre 2006, alors que trois autres sont portés disparues et 31 ont été sauvées par des gendarmes Turcs et des pêcheurs.
Les incidents concernant l'immigration clandestine sont assez fréquents à la frontière des deux pays. La Turquie, qui est un point de passage des clandestins voulant atteindre l'Europe, a été accusée de ne pas être capable de garder ses frontières avec la Grèce. Depuis 1996, 40 clandestins ont été tués par des mines après leur entrée dans le territoire grec à Evnos. En 2001, environ 800 clandestins ont été secourus par les garde-côtes grecs après qu'un incendie se fut déclaré à bord d'un bateau portant le pavillon turc, peut-être parti du port d'Izmir, et probablement en route vers l'Italie.
En mars 2020, les relations diplomatiques sont sur le point de dégénérer en conflit ouvert entre les deux pays, en effet, la Turquie mène depuis 2019 une guerre en Syrie pour anéantir les poches de résistance kurdes et ainsi placer une partie de la Syrie sous son contrôle, jusqu’à présent, la Turquie jouait le rôle de porte de l’Europe en gardant sur son territoire des millions de migrants, principalement syriens, afghans etc. Depuis le 29 février 2020, le président turc Erdogan a ouvert les portes et ne les refermera pas pour faire pression sur l’Europe et ainsi obtenir plus de soutien. Depuis le 1 mars 2020, la Grèce est submergée par une vague migratoire sans précédent où 10 000 migrants ont été refoulés du territoire grec par la police avec le soutien de l’armée grecque[réf. souhaitée].

### Violation de la zone économique exclusive de la Grèce
Le 10 août 2020, la Turquie pénètre dans les eaux grecques pour y mener des recherches gazières. Un navire sismique est escorté par des navires militaires turcs. Cela provoque un regain de tension maximum en Grèce. La marine grecque est en alerte maximale et la Grèce a convoqué une réunion d’urgence à l’UE. Des deux côtés, les messages sont à la fermeté au lendemain du début de l’incident.